# Ptilinopus aurantiifrons
Ptilinopus aurantiifrons là một loài chim trong họ Columbidae.